# Ernst-Günther Schwamkrug
Ernst-Günther Schwamkrug (* 30. Mai 1919 in Chemnitz; † 16. Juni 1995) war ein deutscher Politiker der CDU.

## Ausbildung und Beruf
Ernst-Günther Schwamkrug erhielt nach dem Besuch der Volksschule und des Gymnasiums das Abitur. Zum 3. Juni 1936 trat er der SS bei. Zwischen 1937 und 1939 leistete er Arbeits- und Wehrdienst. Von 1939 bis 1945 war er Kriegsteilnehmer und schied als Oberleutnant d. R. aus. Nach einem Studium der Rechte in Hamburg promovierte er 1950 zum Dr. jur. Von 1950 bis 1951 war er Mitarbeiter der Rechtsabteilung des Nordwestdeutschen Rundfunks in Hamburg.
1952 legte er das große juristische Staatsexamen in Hamburg ab. Von 1952 bis 1960 arbeitete er als Justitiar der Wochenschau in Hamburg. Auch wurde er Generalbevollmächtigter der Ufa-Gesellschaften in Berlin und Düsseldorf. Ab 1965 wurde er als Leiter der Handelspolitischen Abteilung der Agfa-Gevaert AG in Leverkusen tätig und war auch Rechtsanwalt am Landgericht Düsseldorf.

## Politik
Ernst-Günther Schwamkrug war Mitglied der CDU und Ratsherr und Mitglied der CDU-Ratsfraktion der Stadt Bergisch-Neukirchen. Als Vorsitzender des Verwaltungsrats der Sparkasse Bergisch-Neukirchen fungierte er ab 1969. Schwamkrug war ab 1968 stellvertretender Vorsitzender des Fachbeirates und Mitglied des Prüfungsausschusses der Staatlichen Höheren Fachschule für Photographie e.V. in Köln. Außerdem wirkte er von November 1970 bis Oktober 1975 als Mitglied im Landesbeirat für Immissionsschutz.
Ernst-Günther Schwamkrug war vom 26. Juli 1970 bis zum  27. Mai 1975 direkt gewähltes Mitglied des 7. Landtages von Nordrhein-Westfalen für den Wahlkreis 052 Rhein-Wupper-Kreis II.